# リオ・ブランコFC
リオ・ブランコFC (ポルトガル語: Rio Branco Football Club) は、ブラジル・アクレ州リオブランコを本拠地とするサッカークラブである。ブラジル国内にはリオ・ブランコと名乗るクラブが他にもあるため、リオ・ブランコ-ACと表記されることがある。

## 歴史
クラブはアマゾナス州知事ジウベルト・メストリーニョの親類の弁護士ルイス・メストリーニョ・フィーリョによって1919年6月8日に創設された。
1947年、クラブはアクレ州サッカー連盟によって組織された第1回のカンピオナート・アクレアーノ(アクレ州選手権)に優勝した。1955年から1957年まで3年連続で州選手権に優勝した。
1997年にあったコパ・ノルテの第1回大会では、パラー州のクルーベ・ド・レモを決勝で破り優勝した。これによりクラブはこの年のコパCONMEBOL出場権を獲得した。コパCONMEBOLでは1回戦でコロンビアのデポルテス・トリマにPK戦の末に敗れた。2002年から2005年まで、リオ・ブランコはカンピオナート・アクレアーノを4連覇した。

## タイトル

### 国内タイトル
- コパ・ノルテ : 1回
  - 1997
- カンピオナート・アクレアーノ : 30回
  - 1947, 1950, 1951, 1955, 1956, 1957, 1961, 1962, 1964, 1971, 1973, 1977, 1979, 1983, 1986, 1992, 1994, 1997, 2000, 2002, 2003, 2004, 2005, 2007, 2008, 2010, 2011, 2012, 2014, 2015

### 国際タイトル
なし

## 過去の成績
| セリエA優勝 | セリエA準優勝 | 上位リーグ昇格 | 下位リーグ降格 |
| シーズン | リーグ  | 順位 | 勝点 | 試合数 | 勝   | 分   | 敗   | 得点 | 失点 |
| -------- | ------- | ---- | ---- | ------ | ---- | ---- | ---- | ---- | ---- |
| 2008     | セリエC | 8位  | 51   | 30     | 16   | 3    | 11   | 67   | 56   |
| 2009     | セリエC | 7位  | 14   | 10     | 4    | 2    | 4    | 18   | 15   |
| 2010     | セリエC | 15位 | 10   | 8      | 2    | 4    | 2    | 12   | 17   |
| 2011     | セリエC | 9位  | 16   | 8      | 5    | 1    | 2    | 12   | 10   |
| 2012     | セリエC | 除外 | 除外 | 除外   | 除外 | 除外 | 除外 | 除外 | 除外 |
| 2013     | セリエC | 21位 | 6    | 20     | 2    | 0    | 18   | 8    | 46   |
| 2014     | セリエD | 9位  | 22   | 12     | 6    | 4    | 2    | 20   | 9    |
| 2015     | セリエD | 16位 | 15   | 10     | 4    | 3    | 3    | 10   | 10   |
| 2016     | セリエD | 56位 | 4    | 6      | 1    | 1    | 4    | 6    | 15   |
| 2017     | セリエD |      |      |        |      |      |      |      |      |

## 歴代監督
- ジョアン・カルロス・ダ・シウヴァ・ベント 2004

## 歴代所属選手

### DF
- エレウソン・ファリアス・デ・モウラ 2008
- チアゴ・ドス・サントス・コスタ 2009

### MF
- ヴァルベルト・アモリム・ドス・サントス 2000

### FW
- ダニロ・ヴィタリーノ・ペレイラ 2010